# Freycinetia flaviceps
Freycinetia flaviceps är en enhjärtbladig växtart som beskrevs av Alfred Barton Rendle. Freycinetia flaviceps ingår i släktet Freycinetia och familjen Pandanaceae. Inga underarter finns listade.